# Емма Адлер

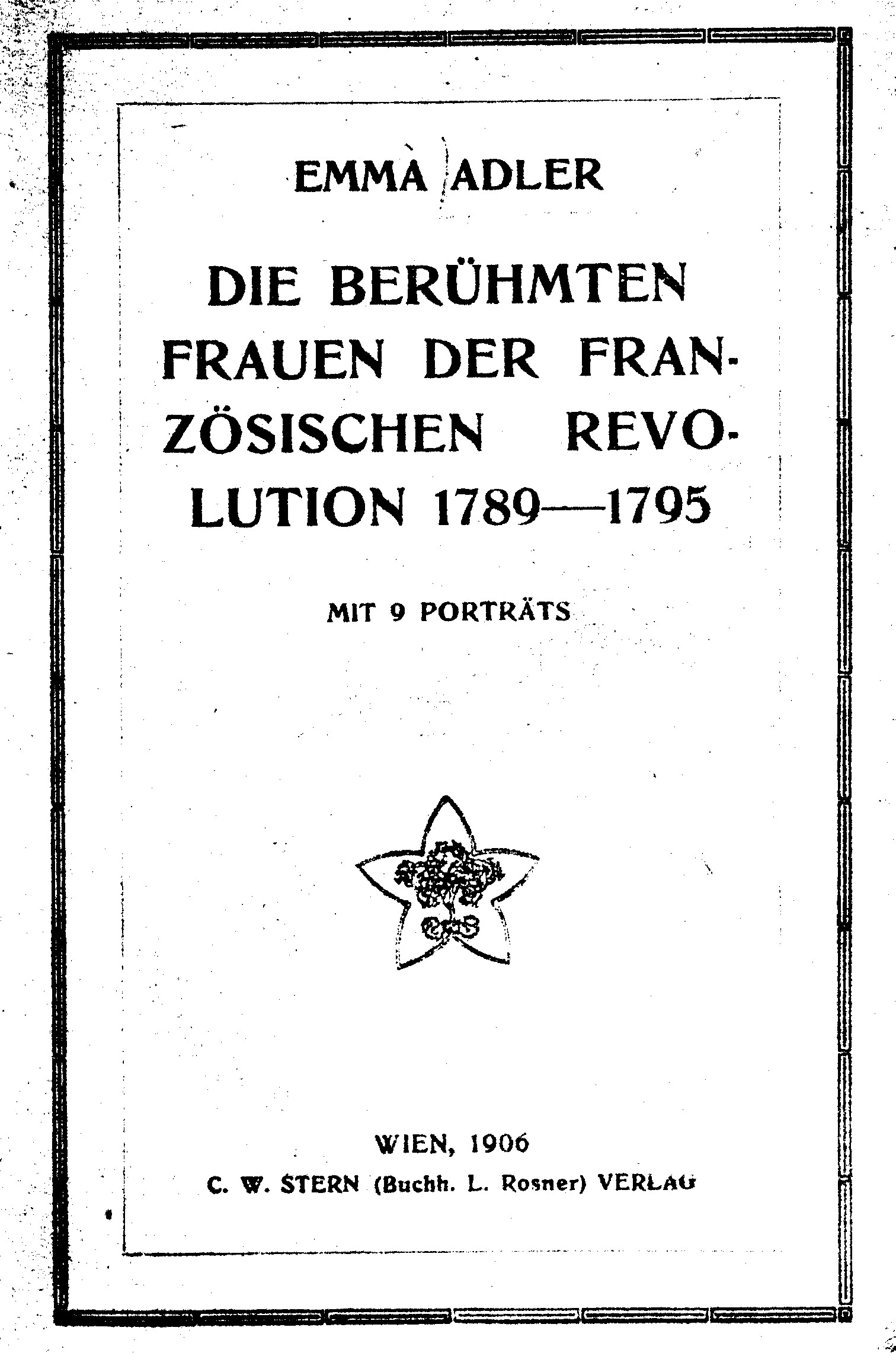
Емма Адлер. «Знамениті жінки Французької революції 1789—1795». 1906. Титульний аркуш

Емма Адлер (нім. Emma Adler; до шлюбу Браун (нім. Braun 20 травня 1858, Дебрецен, Австрійська імперія — 23 лютого 1935, Цюрих, Швейцарія), відома під псевдонімами Маріон Лорм і Елен Ердманн — австрійська письменниця, перекладачка, публіцистка, журналістка, активістка та феміністка. Активістка Соціал-демократичної робітничої партії Австрії, письменниця періоду Fin de siècle.

## Біографія
Народилася в сім'ї Ігнаца Брауна, працівника залізниці та підприємця. Родина належала до ліберальної єврейської буржуазії.
У 6 років Емму зґвалтували. Вважалося, що внаслідок насильства вона втратила цноту, тому її позбавили права вступати в шлюб.
У 16 років, під впливом своїх чотирьох братів, які були соціалістами (зокрема, Генріха та Адольфа), Емма захопилася ідеями соціалізму і стала активісткою соціал-демократичного руху.
У 1878 році 20-річна Емма Браун познайомилася з Віктором Адлером, лікарем у психіатричній клініці Відня. У тому ж році одружилася з ним. В шлюбі народила сина Фрідріха.
Впродовж усього свого життя Емма Браун боролася із психічними розладами і важкими депресіями, провела багато часу в психіатричних лікарнях та санаторіях.
Померла в Цюриху в 1935 році.

## Діяльність
Емма Адлер була активною діячкою Соціал-демократичної робітничої партії Австрії, співпрацювала з іншими єврейськими письменницями того часу, такими як Гедвіг Дом, Берта Паппенгейм і Гедвіг Лахманн. Крім того, вона поєднувала політичну діяльність із художньою творчістю. Також працювала в Асоціації працівників освіти викладачкою англійської та французької мов.
Редагувала австрійський жіночий журнал «Die Frau». Співпрацювала з робітничою газетою австрійської соціал-демократії «Arbeiter-Zeitung», однією з засновників якої була Адельгейд Попп.
Відома листуванням з Карлом Каутським.
Письменниця, авторка багатьох історичних романів, художніх перекладів. Друкувалася під псевдонімами Маріон Лорм і Елен Ердманн.
У 1887 році драматург Герман Бар присвятив Еммі Адлер одноактну п'єсу «La marquesa d'Amaegui. Eine Plauderei».

### Вибрана проза і публіцистика
- Goethe und Frau v. Stein , 1887
- Die berühmten Frauen der französischen Revolution 1789—1795, 1906
- Jane Welsh Carlyle: eine Biographie, 1907
- Feierabend. Ein Buch für die Jugend , 1902
- Neues Buch der Jugend, 1912
- Kochschule, 1915
- Arbeiter lernen Fremdsprachen
- Адлер Э. Знаменитые женщины великой французской революции : пер. с нем. : с портр. / Э. Адлер. — Одесса : Освобождение труда, 19–?. — 207 с. : портр. [Архівовано 16 грудня 2021 у Wayback Machine.]